# Nolina humilis
Nolina humilis es una especie de planta con rizoma perteneciente a la familia de las asparagáceas. Es originaria de  Norteamérica.

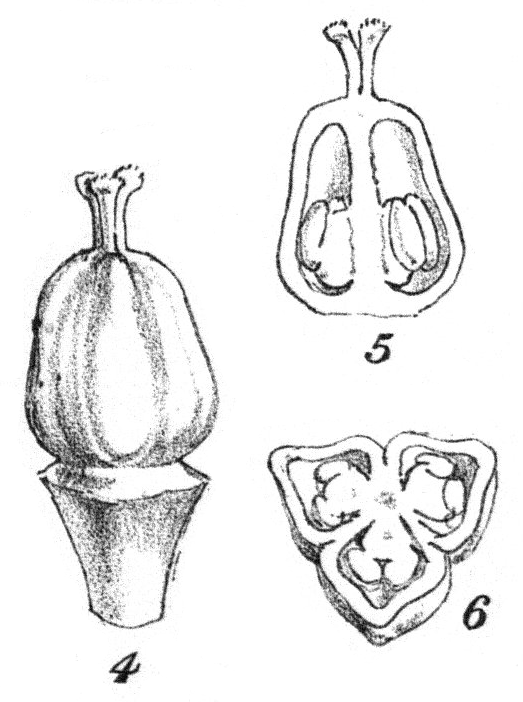
Ilustración

## Descripción
Es una planta casi sin tallo, que forma rosetas de 0,4 a 0,8 m de diámetro. Las hojas son herbáceas, de color verde y amarillo, caídas que miden 50 a 100 cm de largo y 6.3 mm de ancho. Los márgenes de las hojas están finamente dentados. Las inflorescencias de 0,3 m de largo y 0,5 a 1 m de ancho. Las flores de color crema de  1 a 2 mm de largo. El periodo de floración es en abril. El fruto en cápsulas con semillas  de color marrón, esféricas de 2-4 mm de diámetro. Nolina humilis es resistente a las heladas de hasta menos 10 °C . 

## Distribución y hábitat
Nolina humilis es extremadamente rara. Se encuentra en México en el estado de San Luis Potosí, distribuida en un área limitada en altitudes desde 1800 hasta 2000 metros. Se asocia con especies de Dasylirion.
Nolina humilis se encuentra dentro del género Nolina como miembro de la Sección de Nolina. Característica de la hierba, son sus hojas largas, que son similares a los aislados geográficamente Nolina lindheimeriana. Sin embargo, las hojas de Nolina lindheimeriana son más amplias y  tiene una inflorescencia más.

## Taxonomía
Nolina humilis fue descrita por Sereno Watson y publicado en Proceedings of the American Academy of Arts and Sciences 14: 248, en el año 1879.
Etimología
Nolina: nombre genérico otorgado en honor del botánico francés  Abbé P. C. Nolin, coautor del trabajo publicado 1755 Essai sur l'agricultura moderne.
humilis: epíteto latíno que significa "de poco crecimiento".
Sinonimia
- Beaucarnea humilis (S.Watson) Baker
- Beaucarnea watsonii Baker
- Nolina watsonii (Baker) Hemsl.[3]